# Ostatnia posługa (film)
Ostatnia posługa (fr. Bouquet final) – francuski film komediowy z 2008 roku.

## Obsada
- Didier Bourdon: Gervais Bron
- Marc-André Grondin: Gabriel Lougovoï
- Bérénice Bejo: Claire
- Chantal Neuwirth: Evelyne
- Gérard Depardieu: Hugo
- Marthe Keller: Nickye
- Marilú Marini: Carmen
- Anne Girouard: Natacha
- Valérie Bonneton: Marie Thanato
- Michel Galabru: Monsieur Froissard